# Le Junius français
Le Junius français est un journal de Jean-Paul Marat paru à Paris du 2 juin au 24 juin 1790.

## Historique
Marat revenu de son exil à Londres, à la mi-mai 1790, a découvert que son Ami du peuple avait été, en son absence, l’objet de nombreuses contrefaçons, en particulier par un M. Vaudin qui a publié trente numéros. Il commence donc à publier un second journal, le Junius français, dont le premier numéro paraît le mercredi, 2 juin 1790. Le journal ne paraît pas entre le 4 et le 7 juin, ni entre le 13 et le 22 juin. Son treizième et dernier numéro paraît le jeudi, 24 juin. L’Ami du peuple recommencera à paraitre le 22 septembre, au retour en France de Marat, qui avait quitté la France pour Londres pour échapper au graveur Maquet dont il avait séduit la femme pendant que celui-ci lui donnait asile.

## Éditions
- Jean-Paul Marat, Le Junius français : journal politique, Paris, Éditions d'histoire sociale, 1967 (BNF 33089263, lire en ligne).